# Collage (art)
Pour les articles homonymes, voir Collage.

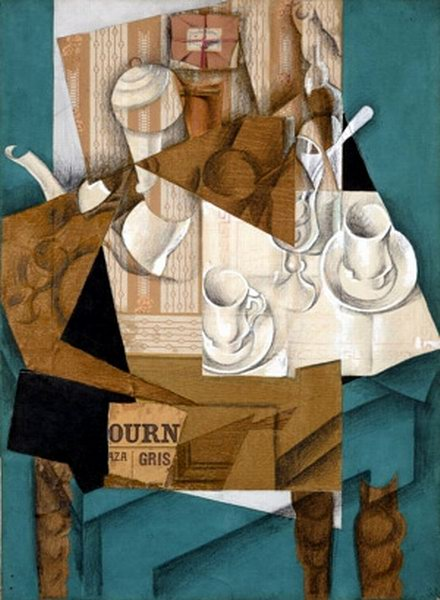
Juan Gris, Le Petit Déjeuner, 1914, New York, Museum of Modern Art.

Le collage est une technique de création artistique qui consiste à réaliser une création plastique par la combinaison d'éléments de diverses natures : matériaux plus ou moins plats, comme la toile cirée imprimée, peinture ou dessin, extraits de journaux avec texte et photographies, papier peint, documents, objets divers de faible relief, etc. Lorsque le relief est en jeu, on parle plutôt d'assemblage. S'il s'agit de tissus, on peut parler de patchwork ou d'appliqués.
Ceci inclut aussi les papiers collés, qui emploient divers papiers, dont le journal, et les techniques du dessin. Le philosophe Jean-Marc Lachaud (2000) parle de collagisme à propos de la vague d'artistes qui, à partir des années 1910, ont utilisé le collage, dans les domaines « des arts visuels, des arts de la scène, de la musique, de la littérature romanesque et poétique » et notamment dans les « avant-gardes (Cubisme, Futurisme, Dadaïsme, Constructivisme, Surréalisme…) ».

## Initiateurs
André Breton, Pierre-Olivier Walzer et Pablo Picasso, attribuent le principe du collage littéraire comme plagiat assumé au comte de Lautréamont : l'un des passages les plus longs est celui relatif à la description du vol des étourneaux, au début du Chant cinquième des Chants de Maldoror.
- Collages par les créateurs du procédé[a]

Collages par les créateurs du procédé
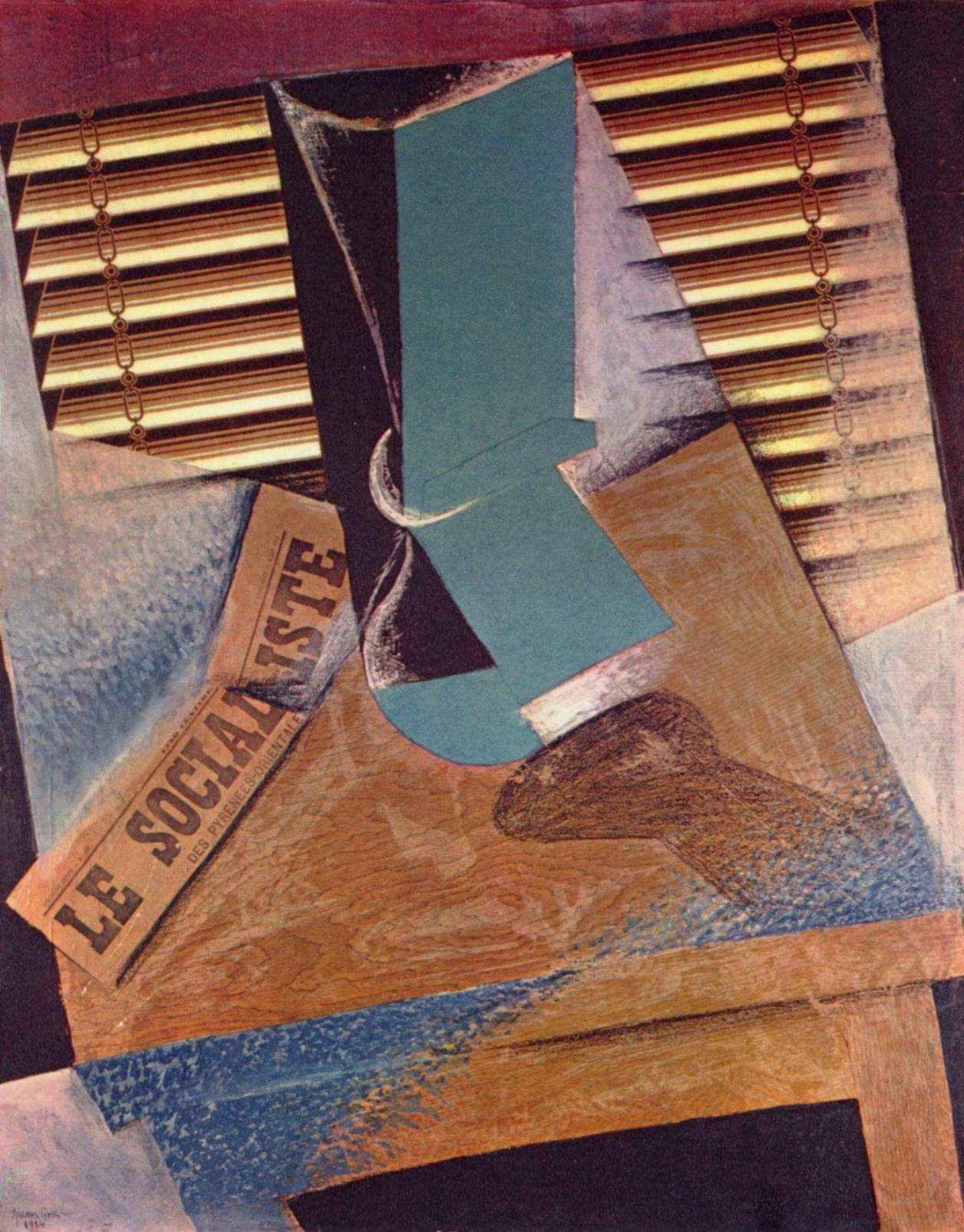
Juan Gris, La Jalousie, 1914, Londres, Tate Modern[5].
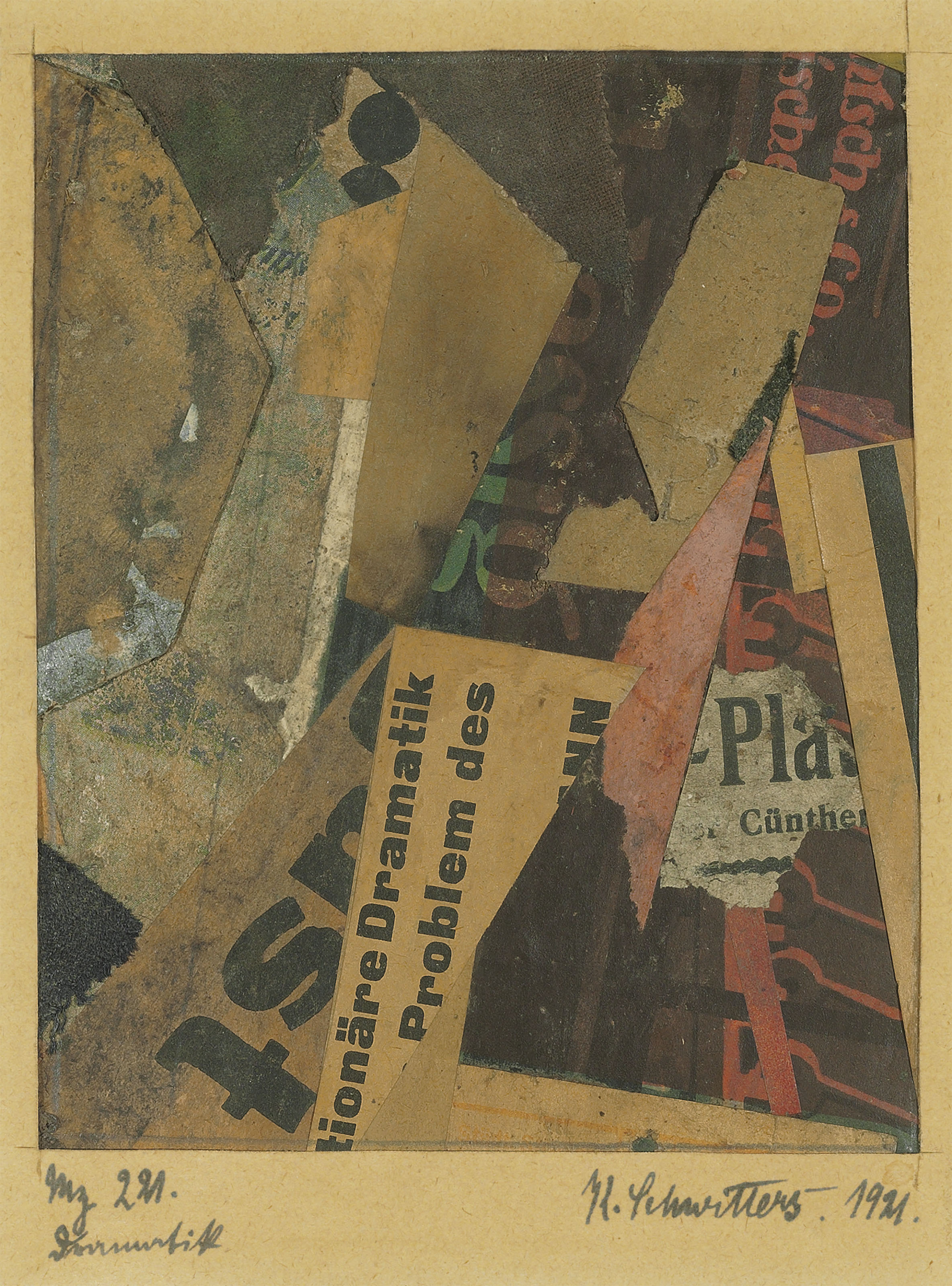
Kurt Schwitters, Mz 221. Dramatik, 1921[6], localisation inconnue.
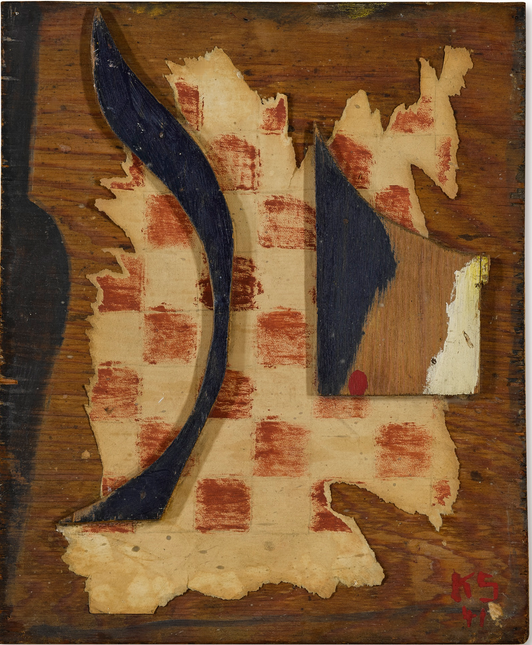
Kurt Schwitters, Sans titre (« Les Échecs »), 1941[7], localisation inconnue.

Georges Braque et Pablo Picasso (avec sa Nature morte à la chaise cannée) ont réalisé, en 1912-1913, les premiers collages picturaux ; à leur suite on peut notamment citer Kurt Schwitters, Max Ernst, John Heartfield, Man Ray, Vsevolod Meyerhold, Erwin Piscator, Serguei Eisenstein, Luis Bunuel, James Joyce, John Dos Passos, Robert Rauschenberg, Jiri Kolar, Edward Kienholz, Jean Tinguely, Roman Cieslewicz, Peter Weiss, Jean-Luc Godard, John Cage, Pina Bausch… 
Miriam Schapiro et Melissa Meyer (en) font remonter le collage à des pratiques plus anciennes qu'elles nomment les femmages.

## Papiers collés
Il faut distinguer les papiers collés du collage dont ils sont l'origine. Les papiers collés, au sens strict, sont constitués de morceaux de papier (papier vergé, coloré, zones de textes extraits de journaux, partitions musicales…) mais comportant éventuellement les signes plastiques portés par l'artiste au moyen de fusain, pierre noire, sanguine ou encre.
Les papiers collés ne comportent pas d'image de publicité, ou de photographie, qui, quant à elles, relèvent du collage. Dans les papiers collés, les zones de texte du journal fonctionnent comme des zones hachurées produisant un effet de gris et des hachures que l'on peut orienter. Avant d'être collés, les papiers sont souvent épinglés, et parfois restent ainsi sans être collés parmi d'autres éléments qui peuvent l'être.

## Évolution
Jusqu'en 1941, le collage fait progresser les techniques de création, selon les principes des différents mouvements artistiques.
Pendant la période du cubisme, les artistes Georges Braque et Pablo Picasso procèdent à plusieurs ouvertures dans le travail habituel de l'artiste peintre. Fin 1911, ils reviennent à des compositions plus lisibles que le premier cubisme analytique qui apparaissait en 1910 obscur et qui devenait en 1911 comme un jeu de rébus. Braque fait découvrir à Picasso les matériaux et procédés d'artisan qu'il avait appris. Tous deux recourent à l'inscription de mots ou des fragments de mots (ouverts sur plusieurs sens possibles), certains réalisés avec des lettres au pochoir. En mai 1912, Picasso réalise le premier collage avec Nature morte à la chaise cannée. La nature morte peinte à l'huile évoque divers objets posés sur une table de café. Quant au fragment de toile cirée imprimée d'un motif de cannage de chaise, elle peut aussi bien évoquer la chaise de café, à côté de la table, que le tissage de la nappe sur laquelle repose la « nature morte », une nappe au motif gaufré en nid d'abeille. L'introduction d'un matériau étranger à la peinture, produit de l'industrie mais en référence à l'illusionnisme de la peinture, ouvre le spectateur ou plutôt son regard actif à des opérations mentales nouvelles.
Les études en volume, comme les sculptures en papier de 1912 vont bénéficier de la généralisation du collage dans les papiers-collés tout d'abord. L'introduction de panneaux de faux-bois par Braque au cours de l'hiver 1911-1912 avaient apporté de nouveaux signes à leur répertoire. La découverte, par Braque, de la possibilité du papier collé (Sorgues, début septembre 1912) va donner à Picasso l'occasion d'étendre le répertoire des signes qui pouvaient être mis en jeu et aboutir au cubisme synthétique. Avant d'être collés les papiers, qui tiennent avec des épingles, peuvent être redécoupés, déplacés ou retirés. Ils peuvent recevoir comme le reste du travail en cours, des traces de crayon, de fusain ou d'encre. Picasso découvrit les papiers collés de Braque alors qu'il travaillait à sa guitare en carton, tandis que Braque travaillait à des sculptures en papier depuis plus d'un mois. Ces sculptures leur évoquaient les biplans, aériens, « transparents » des frères Wright. Le langage des signes graphiques qu'emploie Picasso dans ses études dessinées sur papier pour la guitare de l'automne 1912 évoquent la transparence. Quant au papier de journal il crée, peu après, l'effet quasi « pointilliste » d'ombres en demi-teintes. Ce faisant il ne déroge pas au principe classique de l'unité de moyen d'expression : on reste dans le dessin et dans la transposition des valeurs associées à la représentation, mais ce sont des indices disjoints de la forme, par exemple qui est exprimée par une découpe ou de la matière qui sera exprimée par une surface texturée, placée à tel endroit. Juan Gris en déploya toute la richesse avec raffinement. L'hétérogénéité qu'avait introduit la Nature morte à la chaise cannée s'était écartée radicalement de cette belle cohérence. Elle est restée sans prolongement direct. D'autres artistes, comme Kurt Schwitters, découvriront plus tard des procédés similaires, sans avoir connaissance de ce premier collage.
De 1918 à 1931, les dadaïstes et les surréalistes manifestent à travers le collage leur volonté de se démarquer. Ils manipulent de diverses manières des matériaux très variés : dès 1911, les Britanniques E. V. Lucas et George Morrow (en) donnent, avec Quelle vie !, une histoire faite d'images découpées dans un catalogue de grand magasin ; en 1918, Raoul Hausmann, Hannah Hoch et John Heartfield se servent de photographies qu'ils découpent pour critiquer l'actualité politique ; en 1919, Max Ernst emploie des gravures anciennes pour en faire des collages, procédé employé notamment dans les recueils, La Femme 100 têtes (1929), Rêve d'une petite fille qui voulut entrer au Carmel (1930) et Une semaine de bonté (1934).
En parallèle à l'activité subversive des dadaïstes et des surréalistes, de 1914 à 1941 se développe une pratique plus posée du collage, en particulier tournée vers la décoration. Ainsi Henri Matisse réalise-t-il de grandes gouaches découpées pour faire des maquettes, par exemple celles des vitraux de la chapelle du Rosaire de Vence.

### De 1941 à aujourd'hui
Depuis 1941, le collage est une pratique artistique courante et le public devient familier avec cette technique à travers de très nombreuses expositions.
Jean Dubuffet emploie le collage pour souligner la sensualité des images et le dynamisme des compositions. Jiri Kolar théorise le collage en opérant des distinctions précises entre les différents procédés utilisés. Bernard Réquichot pratique l'accumulation et la répétition d'une même image (aliments, animaux) pour provoquer le dégoût, etc.
Robert Rauschenberg est l'un des premiers à pratiquer le collage au moyen de la sérigraphie, dans les années 1960. Les arts graphiques des années 1970-1980, dans le style du pop art, utilisaient des multitudes de collages empruntés aux sources les plus diverses, dans un éclectisme qui se plaisait aux rencontres les plus surprenantes. La sérigraphie étant le médium le plus populaire dans ces pratiques d'artistes-designers.
En 1992 s’est créée en France la première organisation européenne fédérant des artistes collagistes, d’abord sous le nom de Collectif Amer, puis sous le nom d’Artcolle. Elle a à son actif plus de 500 expositions consacrées à l’art du collage, dont le Salon du collage contemporain qui se tient chaque année, à Paris, depuis 1993. Elle est également à l’origine de la création du premier musée consacré à l'art du collage, situé à Plémet.

## Collage de photographies numériques (art)
Le collage de photographies numériques est une pratique artistique qui consiste à retravailler des photographies numériques uniquement à la main à l'aide d'une souris ou d'un stylet graphique par ordinateur. Dans cette technique, il n'intervient aucun matériau physique autre que l'impression du résultat final sur papier ou sur d'autres supports.

## Expositions
- « Cinquante ans de collages de Picasso à nos jours : Carmelo Arden-Quin, Jean Arp, Georges Braque, Marcelle Cahn, Salvador Dalí, Jean Dubuffet, Max Ernst, Simona Ertan, Raoul Hausmann, Marcel Janco, Fernand Léger, Man Ray, Joan Miró, Philippe Morisson, Aurélie Nemours, Pablo Picasso, Diego Rivera, Kurt Schwitters, Michel Seuphor, Nicolas de Staël, Victor Vasarely, Maria Elena Vieira da Silva », musée d'Art et d'Industrie de Saint-Étienne, juin-septembre 1964.